# 1988년 하계 올림픽 근대5종
1988년 하계 올림픽 근대5종 경기는 1988년 9월 17일~9월 22일 대한민국 서울특별시의 5개 경기장 (몽촌토성, 잠실 실내 수영장, 태릉국제종합사격장, 서울승마공원, 올림픽펜싱경기장)에서 개최되었다.
남자부 한정으로 개인전과 단체전의 두 세부종목으로 나뉘어 치러졌으며, 개인전 결과에 따라 단체전 순위가 자동 반영되는 식으로 진행되었다. 26개국 출신 65명의 선수가 참가하였다.
경기 결과 개인전에서는 헝가리의 야노시 머르티네크 선수가 우승을 차지하였으며, 단체전에서도 헝가리 팀이 1위를 차지하였다. 이밖에 이탈리아가 개인전과 단체전 은메달을 차지하였으며, 개인전 동메달은 소련이, 단체전 동메달은 영국이 차지하였다.

## 경기 결과
| 종목          | 금                                                               | 은                                                                 | 동                                                                 |
| ------------- | ---------------------------------------------------------------- | ------------------------------------------------------------------ | ------------------------------------------------------------------ |
| 개인전 자세히 | 야노시 머르티네크 · 헝가리                                       | 카를로 마술로 · 이탈리아                                           | 바흐탕 이아고라슈빌리 · 소련                                       |
| 단체전 자세히 | 헝가리 (HUN) · 야노시 머르티네크 · 어틸러 미제르 · 라슬로 파비안 | 이탈리아 (ITA) · 카를로 마술로 · 다니엘레 마살라 · 잔루카 티베르티 | 영국 (GBR) · 리처드 펠프스 · 도미닉 마호니 · 그레이엄 브루크하우스 |

## 참가국
이번 대회에는 총 26개국 출신 65명 선수가 참가하였다.
- 대한민국 (3)
- 덴마크 (1)
- 바레인 (3)
- 멕시코 (3)
- 미국 (3)
- 중화인민공화국 (1)
- 중화 타이베이 (2)
- 서독 (3)
- 소련 (3)
- 스웨덴 (3)
- 스위스 (3)
- 스페인 (3)
- 영국 (3)
- 오스트레일리아 (1)
- 오스트리아 (1)
- 우루과이 (1)
- 이집트 (3)
- 일본 (3)
- 이탈리아 (3)
- 체코슬로바키아 (3)
- 칠레 (3)
- 캐나다 (3)
- 포르투갈 (1)
- 폴란드 (3)
- 프랑스 (3)
- 헝가리 (3)